# 129a Brigada Internacional

Bandera de les Brigades Internacionals

La 129a Brigada Internacional, també anomenada Brigada Europa Central, fou una unitat militar de les Brigades Internacionals que es va constituir el 28 d'abril del 1937, al front d'Osca, amb les restes dels batallons d'altres Brigades i membres del Partit Obrer d'Unificació Marxista (POUM) de la Divisió Lenin.

## Historial d'operacions
El 28 d'abril de 1937 ja s'havia format la «129a Brigada Mixta» regular amb la mateixa denominació i composta per antics milicians del POUM, integrada en la nova 29a Divisió. A causa dels pobres resultats en les Ofensives d'Osca i Sabiñánigo, la brigada i la divisió van ser dissoltes en el marc de la repressió contra el POUM després dels Successos de Barcelona.
Brigada internacional
El 8 de febrer es va ressuscitar la unitat a Chillón (Ciudad Real), aquesta vegada com Brigada Internacional que agrupés les restes de diverses unitats internacionals reorganitzades; Donada la diversitat de procedència dels seus homes, encara que la majoria van ser eslaus (polonesos, txecoslovacs i iugoslaus), va ser coneguda com la Brigada de les Quaranta nacions. Va ser posada al comandament del polonès Wacek Komar, que ja havia estat comandant del Batalló Dombrowski en la XIII Brigada Internacional, i enviada a Castuera el 16 de febrer per a operar fugaçment en el front d'Extremadura amb la 45a Divisió.
L'inici de l'ofensiva franquista en el front d'Aragó va fer necessari el seu enviament a aquesta zona. El 25 de març va arribar a Morella (Castelló), on va fer front als atacs enemics fins que va haver de retirar-se el 4 d'abril amb un elevat saldo de baixes. Per a llavors es trobava integrada en la Divisió «Extremadura». A causa de la important quantitat de pèrdues que va sofrir va ser enviada a Sant Mateu per a reorganitzar-se i rebre nou armament i reclutes espanyols. Durant algun temps va estar adscrita a la Divisió «Andalusia», encara que amb posterioritat passaria a dependre de la 39a Divisió. Va quedar separada de la resta de les brigades internacionals que havien quedat aïllades a Catalunya i en els següents mesos va participar en nombrosos combats en el marc de la Campanya del Llevant; al setembre es va distingir en les lluites a l'Alto del Buitre i la Sierra de Javalambre, sent condecorada amb la medalla al Valor (col·lectiva).
El 16 d'octubre va perdre als seus efectius internacionals i va quedar com una Brigada mixta regular, quedant temporalment al comandament el comandant d'infanteria José Pellicer Gandia —substituït després per Vicente Gimeno Gomis. La unitat va estar destinada en el front de Llevant fins al final de la guerra.
Agrupació Szuster
Per part seva, els components internacionals de l'antiga CXXIX brigada es van concentrar a Montcada (Horta Nord) i van ser enviats amb vaixell a Barcelona per a intentar intervenir en la Campanya de Catalunya sota el comandament de l'antic comandant del Batalló Dimitrov, el txecoslovac Josef Pavel. Es van unir a altres antics inter-brigadistes de l'antiga XII Brigada Internacional a les restes de la CXXIX, per a formar el 26 de gener de gener de 1939 una agrupació sota el comandament de Pavel («Szuster»). Aquesta unitat va intentar defensar Vic, sense èxit, i després es van retirar cap al nord, fins a passar per la frontera francesa el 9 de febrer.

## Organització

### Comandaments
- Comandant en cap: Major Wacek Komar (substituït després de la desmobilització per Vicente Gimeno Gomis);
- Comissari: Lorenzo González del Campo, de la CNT;[9][10]

### Ordre de batalla
Durant la seva existència com a Brigada Internacional van passar per la unitat els següents batallons:
- 1r Batalló Dimitrov. Amb voluntaris procedents de diversos països balcànics.
- 2n Batalló Đuro Đaković (principalment brigadistes iugoslaus[12] i búlgars).
- 3r Batalló Masaryk format sobretot per voluntaris txecoslovacs.[13] Inicialment va estar al comandament d'Egon Erwin Kisch, famós periodista i reporter txec